# Српска народна партија
Српска народна партија (скраћено СНП) је политичка странка у Србији. Основали су је 2014. бивши чланови Демократске странке Србије. Води је Ненад Поповић.

## Идеологија и платформа
СНП се залаже за национални конзервативизам, као и десничарски популизам. На политичком спектруму се налази на десници. Поповић се заложио за постављање граничне ограде на граници Србије са Северном Македонијом како би се смањила нелегална имиграција. Он се такође противио томе да се у дечјим књигама у Србији дозволи ЛГБТ+ садржај. По питању спољне политике, СНП се залаже за побољшање односа између Србије и Русије, и подржала је Русију у рату у Украјини. Противи се приступању Србије Европској унији.
Сарађивала је с члановима Партије идентитета и демократије, као што су Национални савез, Слободарска партија Аустрије и Алтернатива за Немачку.

## Резултати на изборима

### Парламентарни избори
| Година | Вођа          | Гласови   | % од важећих | Бр. | Мандати | Промена | Коалиција | Статус           | Реф.   |
| ------ | ------------- | --------- | ------------ | --- | ------- | ------- | --------- | ---------------- | ------ |
| 2016.  | Ненад Поповић | 1.823.147 | 49,71%       | 1.  | 3 / 250 | 3       | СП        | подршка 2016/17. | [ 13 ] |
| 2016.  | Ненад Поповић | 1.823.147 | 49,71%       | 1.  | 3 / 250 | 3       | СП        | влада 2017/20.   | [ 13 ] |
| 2020.  | Ненад Поповић | 1.953.998 | 63,02%       | 1.  | 3 / 250 | 0       | ЗНД       | влада            | [ 14 ] |
| 2022.  | Ненад Поповић | 1.635.101 | 44,27%       | 1.  | 2 / 250 | 1       | ЗМС       | подршка          | [ 15 ] |
| 2023.  | Ненад Поповић | 1.783.701 | 48,01%       | 1.  | 2 / 250 | 0       | СНСД      | подршка          |        |

### Председнички избори
| Година | Кандидат         | 1. круг — гласови | 1. круг — гласови | % од важећих | 2. круг — гласови | 2. круг — гласови | % од важећих | Напомена       | Реф.   |
| ------ | ---------------- | ----------------- | ----------------- | ------------ | ----------------- | ----------------- | ------------ | -------------- | ------ |
| 2017.  | Александар Вучић | 1.                | 2.012.788         | 56,01%       | Н/Д               | —                 | —            | Подршка Вучићу | [ 16 ] |
| 2022.  | Александар Вучић | 1.                | 2.224.914         | 60,01%       | Н/Д               | —                 | —            | Подршка Вучићу | [ 17 ] |